# Єврейський статут (1275)
Єврейський статут — статут, виданий Едуардом I у 1275 році. Ним було встановлено низку обмежень для євреїв в Англії, остаточно оголосивши війну позикам під відсотки. 

## Передумови
Починаючи з часів нормандського завоювання євреї відігравали в економіці Англії маленьку, але життєво важливу роль. Католицька церква забороняла позичати гроші під відсотки, але євреям релігія дозволяла займатись лихварством, що приносило їм значні прибутки, але спричинило невдоволення народних мас .
Король мав прерогативи щодо накладання будь-яких податків на євреїв на власний розсуд. Безпосередньо перед ухваленням статуту Едуард неймовірно підвищив ставки податків для лихварів з метою отримання фінансування його майбутніх військових кампаній в Уельсі, що розпочались 1277 року.

## Основні положення
- Лихварство було проголошено поза законом у будь-якому вигляді.
- З єврейських кредиторів знімалась відповідальність за борги.
- Євреям заборонялось проживати у межах певних міст.
- Кожен єврей, старший за сім років мав носити ганебний жовтий знак розрізнення.
- Усі євреї старші за 12 років мали сплачувати спеціальний податок у три пенси.
- Євреям було заборонено жити серед християн.
- Євреям було дозволено купити землю, щоб працювати на ній, упродовж наступних 15 років.
- Євреї й надалі могли проживати та працювати в Англії, але тільки як торгівці, фермери, майстри або солдати.

Дозвіл на купівлю землі мав надати євреям можливість заробляти гроші, не займаючись лихварством. Проте, на тлі інших положень Статуту, зробити це було вкрай важко. 
Коли витік термін у 15 років, було виявлено, що деякі євреї продовжували займатись лихварством потай. Тоді 1290 року було підписано Едикт про вигнання, з якого розпочалось вигнання євреїв з Англії. 